# Stylonematophyceae
Stylonematophyceae H.S. Yoon, K.M. Müller, R.G. Sheath, F.D. Ott & D. Bhattacharya, 2006, segundo o sistema de classificação de Hwan Su Yoon et al. (2006), é o nome botânico de uma classe de algas vermelhas unicelulares do subfilo Rhodophytina, filo Rhodophyta.
- Classe nova, não existente em nenhuma das classificações anteriores.

## Táxons inferiores
Ordem: Stylonematales K.M. Drew 1956.
Família: Stylonemataceae K.M. Drew 1956
Gêneros: Stylonema, Bangiopsis, Chroodactylon,  Chroothece, Purpureofilum, Rhodosorus, Rhodospora, Rufusia.
- Esta classe não foi incluida no sistema sintetizado de R.E. Lee (2008).